# Меррилл, Уинифред
Уинифред Меррилл (англ. Winifred Merrill, в замужестве с 1961 г. Уоррен, англ. Warren; 24 июля 1898, Атланта — 11 марта 1990) — американская скрипачка. Дочь Б. У. Меррилла.
Окончила Институт музыкального искусства в Нью-Йорке, ученица Эдуара Детье и Франца Кнайзеля, занималась также теорией и композицией под руководством Перси Гётчиуса. В дальнейшем также училась в Париже у Нади Буланже.
С 1926 г. на протяжении нескольких десятилетий преподавала в Школе музыки Университета Индианы в Блумингтоне. В 1928 г. вместе с двумя другими профессорами, Леннартом фон Цвейгбергом (виолончель) и Эрнестом Хофциммером (фортепиано), образовала Интернациональное трио. Выступала также с Миннеаполисским симфоническим оркестром. В 1944 г. выступила с сольным концертом в Карнеги-холле. Три альбома, записанных Меррилл в 1940-50-е гг., с сонатами И. С. Баха, Л. ван Бетховена, С. С. Прокофьева, П. Хиндемита и др. для скрипки и фортепиано (пианисты Роберт Уолтер и Фредерик Болдуин), не были изданы и хранятся в архиве Индианского университета.
Опубликовала также книгу рассказов (англ. The Arthur Stories; 1987).